# فلسفه پیشاسقراطی
فلسفه پیشاسقراطی به عنوان مشغله‌ای متمایز از الهیات اشاره به فیلسوفان پیشاسقراطی نخستین متفکران یونانی که کوشیدند تا به جای تفسیر دینی یا اسطوره شناختی، جهان را به روشی عقلانی توصیف کنند، و برای ادّعاهایشان دلیل ارائه دهند.
کوشش نخستین فیلسوفان یونانی برای شناختن جهان، از آن رو از سخنان پیشینیانشان افتراق داده می‌شود که آن‌ها در تلاش بودند تا از راه مشاهده و تفکّر و واقع‌بینی، با کنارگذاشتن تفسیرهای اساطیری و دینی، و بی‌توسل به خدایان و افسانه‌ها و نیروهای نامحدود آنان، جهان را بفهمند.
از جمله، مشهورترین متفکّران پیش از سقراط می‌توان به تالس، فیثاغورس، هراکلیتوس، پارمنیدس، دموکریت، و پروتاگوراس اشاره نمود؛ که به ترتیب به مکاتب ملطی، فیثاغوری، افسوسی، الئایی، اتم‌گرایی و سوفسطائی‌گری تعلّق داشتند؛ ولی این جریان از جهتی دیگر نیز با فلسفهٔ پس از سقراط متمایز است. پیش از سقراط، فیلسوفان به‌طور کلی برون‌نگر بودند و تلاش می‌کردند تا پدیده‌های جهان را توضیح دهند.
فلسفه با سقراط به مسیر تازه‌ای افتاد. انقلاب سقراط، وارد کردن اخلاق در فلسفه، اخلاق را در کانون توجّه فلسفه قراردادن و تأکید ورزیدن بر فنّ جدل و استدلال نظری است، و این کار به معنای درون‌نگری، روی تافتن از جهان خارج و نظر کردن به انسان و خویشتن انسان است.
هدف نخستین فیلسوفان یونانی این بود که برای آنچه که در طبیعت روی می‌داد، توضیحی طبیعی بیابند. تفکّر و فلسفه پیشاسقراطی از بنیان متفاوت از تفکّر پساسقراطی است. در تفکّر پیشاسقراطی، شاهد تمایزی جدی میان جهان و انسان نیستیم. انسان و جهان، توسط ارسطو از هم جدا می‌شوند. فلاسفه پیشاسقراطی توجهی به فهم متعارف و عمومی نداشتند؛ در حالی که موضوعات و مسائل در فلسفه سقراطی از جزئیات روزمره زندگی گرفته می‌شوند.
از بسیاری از فیلسوفان پیشاسقراطی مطلب چندانی که نوشتهٔ خودشان باشد، به‌جانمانده است و مورخان صرفاً بر اساس تعداد محدود نقل‌قول‌ها و برداشت‌هایی که افلاطون و ارسطو در آثارشان از این فیلسوفان آورده‌اند، دربارهٔ آن‌ها کسب اطلاع کرده‌اند.

## فلسفه طبیعت‌گرا
معمولاً نخستین فلاسفهٔ یونان را «طبیعت‌گرا» می‌دانند؛ زیرا آن‌ها بیش از همه به طبیعت و رویدادهای طبیعی توجّه داشته‌اند.
فلاسفه به چشم خود می‌دیدند که تغییراتی در طبیعت صورت می‌پذیرد؛ امّا این تغییرات چگونه امکان‌پذیر بود؟ چگونه می‌شد تبدیل مادّه‌ای را به مادّهٔ دیگر توجیه کرد؟
نخستین فیلسوفان یونانی همگی بر این اعتقاد بودند که باید ماده اولیه مشخّصی موجب تمامی این تغییرات شده باشد. اینکه آن‌ها چگونه به این نتیجه رسیده بودند، به سادگی قابل طرح نیست. ما فقط می‌دانیم که این اعتقاد بر پایهٔ یک تصوّر قرار داشت.
برای آن‌ها این تصوّر مطرح بود که مادّه‌ای اوّلیّه، باید وجود می‌داشته که بر اثر آن تغیییرات طبیعی صورت پذیرد. امروزه مشخّص است که نخستین فیلسوفان به دنبال تغییرات ظاهری بوده‌اند. آن‌ها سعی داشتند تا به قوانین جاودانهٔ طبیعت دست یابند. خواست آن‌ها این بود که بدون توسّل به داستان‌های اساطیری، رویدادهای طبیعت را دریابند و آنچه را در طبیعت رخ می‌داد، از طریق طبیعت توضیح دهند. این روش با آنچه رعد و برق و زمستان و بهار را نتیجهٔ کار خدایان می‌دانست، کاملاً تفاوت داشت.
با این روش جدید، فلسفه خود را از باورهای مذهبی آن ایّام رها ساخت؛ بنابراین، می‌توان گفت که فلاسفهٔ طبیعت‌گرا نخستین گام را در راه تفکّر علمی برداشتند و زمینهٔ مساعدی را برای تحقیق در علوم طبیعی به وجود آوردند.
بخش عمدهٔ آثار فیلسوفان طبیعت‌گرا از میان رفته است. آنچه امروز از اندیشه‌های نخستین فیلسوفان یونان در اختیار است، به گزارش‌هایی محدود می‌شود که ارسطو در نوشته‌هایش آورده است. ارسطو حدود ۲۰۰ سال پس از نخستین فیلسوفان یونان می‌زیسته است. او در نوشته‌هایش فقط به نتایج اندیشه‌های این فیلسوفان اشاره‌هایی دارد.

## نقش ملطیه
اولین نسل فیلسوفان را از ملطیه می‌دانند. ملطیه که شهر کوچکی در ترکیه می‌باشد در قرون هفتم و ششم پیش از میلاد مهم‌ترین شهر ایونی به حساب می‌آمد. بندرگاه‌های این شهر پذیرای کشتی‌هایی بود که پیوسته دررفت‌وآمد بودند و هرگونه محصولی را حمل می‌کردند. به این جهت، روح اهالی ملطیه مثل هر جای دیگری که کار تجارت در آن پر رونق باشد کمی از مذهب فاصله گرفته بود و می‌توانست با پشتکار بیشتری فعالیت‌های علمی و عقلی را دنبال کند.

## تالس ملطی
نخستین فیلسوفی که در شهر ملطیه شناخته شد، تالس (۵۴۶–۶۲۴ ق. م) نام داشت. تالس بیشتر عمر خود را در سفر بود. دربارهٔ وی گفته‌اند که او در سفری به مصر ارتفاع هرمی را با اندازه گرفتن سایهٔ آن به دست آورد. او زمانی از روز به این کار دست زد که طول سایهٔ خودش درست به اندازهٔ قدّش بود. تالس در سال ۵۸۵ قبل از میلاد، وقوع کسوفی را نیز پیش‌بینی کرده بود.
گروهی معتقدند که تالس ستارهٔ خرس کوچک را کشف کرده و گروهی نیز معتقدند وی اهمیت این ستاره را در کشتیرانی شناخته است. در ریاضی قضیهٔ تالس را به وی نسبت می‌دهند و از نظرات وی می‌توان به این قضیهٔ مشهور اشاره کرد که: دو مثلّث در صورتی مساوی هستند که یک ضلع و دو زاویهٔ آن‌ها با هم مساوی باشد. البتّه گروهی اعتقاد دارند که این قضیه توسط افراد دیگری مطرح شده و برای این که نظرشان مقبولیت پیدا کند، به نام این فیلسوف مطرح کرده‌اند.
برتراند راسل در کتاب تاریخ فلسفه خود عنوان می‌کند: فلسفه به عنوان چیزی متمایز از الهیات در قرن ششم پیش از میلاد آغاز شد. به روایت اسناد آغازگر فلسفه تالس بود. هنر تالس این بود که کلمهٔ «چه؟» را به جای کلمهٔ «که؟» گذاشت. تالس همچون متفکّران پیشین یا دقیق‌تر بگوییم همچون متدینان گذشته نپرسید که:
جهان از «که» یا به وسیلهٔ چه کسی ساخته شده است، بلکه سؤال را به‌شکل کاملاً تازه‌ای مطرح کرد. پرسید: جهان از «چه» ساخته شده است؟ یعنی تالس تفسیر اسطوره‌شناختی کهن را در باب پیدایی جهان، رها کرد و کوشید تا با تفکّر عقلی به توصیف طبیعت بپردازد و پیدایی جهان را تبیین کند. اگر سؤال را به شکل اوّل مطرح کنیم، سرانجام در پاسخ خود، خدایانی را می‌یابیم که جهان را آفریده‌اند و این جوابی است دینی بر بنیاد افسانه‌های آفرینش و نه فلسفی؛ امّا جواب این پرسش که جهان از چه ساخته شده است؟ جوابی علمی و فلسفی است و اوّلین کسی که سؤال را بدین شکل مطرح کرد، تالس متفکّر قرن ششم قبل از میلاد بود. از مشخصات افکار او این است که به‌دنبال یک اصل نخستین به نام آرخه (یا عنصر اوّلیّه پیدایش جهان) است که آغاز پدیده‌های این جهانی است.
تالس آب را مادّه اوّلیّه همه چیز می‌دانست. ما دقیقاً نمی‌دانیم که منظور وی چه بوده است. شاید او بر این اعتقاد بوده باشد که همه چیز از آب پدید آمده و دوباره به آب تبدیل می‌شود. چون وی در شهر «ملیطه» زندگی می‌کرده که شهری جزیره شکل بوده و آب برای اهل آن اهمیت زیادی داشته است و همچنین زمانی که در مصر به سر می‌برد، یقیناً به حاصلخیزی مزارع بعد از طغیان و فرونشستن آب رودخانه نیل توجّه داشته و دیده است که چگونه پس از هر بارندگی بقه‌ها و کرم‌ها پیدا می‌شده‌اند.
علاوه بر این، شاید تالس دربارهٔ تبدیل آب به یخ و بخار و تبدیل دوبارهٔ آن‌ها به آب نیز فکر کرده باشد. گروهی این تفکّر وی را متأثّر از تفکّر بابلیان می‌دانند؛ زیرا آن‌ها معتقد بودند که «آبسو» نمایندهٔ آب‌های شیرین و «تی‌امت» نمایندهٔ آب‌های شور است. وی تحت تأثیر این اندیشه منشأ پیدایش پدیده‌های جهانی را آب می‌داند. از طرفی علل گرایش وی به این تفکّر را می‌توان چنین عنوان کرد که چون آب شکل معیّن و مشخّصی ندارد و هر شکلی را می‌تواند بپذیرد، به همین دلیل، وی را به تفکّر دربارهٔ آب وامی‌دارد و اینکه آب مایهٔ زندگی است و باز همین سیلان و حرکتی که در آب است، ذهن وی را به سمت آب جلب می‌کند و نیز ظواهر هستی همه از این خصوصیت برخوردار هستند. هنری که تالس انجام داده است، یکی یافتن وحدت در میان کثرت و دیگری روی آوردن به واقع‌گرایی و برانداختن افسانه‌ها و اسطوره‌های دینی است که شاعران برای مردم در تحلیل جهان ترسیم می‌کردند و مردم نیز به آن‌ها معتقد بودند. تالس به روح معتقد است؛ امّا نه به عنوان امری مجرد، بلکه به عنوان نیروی حرکت‌دهنده و جنبانندهٔ اشیاء. وی روح را نیز خدا می‌داند. سرانجام تالس به این نتیجه رسید که «همه چیز پُر از خدایان است.» تالس تصوّر می‌کرد که جهان مملو از نیروهای محرک نامرئی است. مسلماً منظور او از خدایان نیز همین نیروهای محرک بوده است و به خدایان سروده‌های هومر، ارتباطی ندارد.

## آناکسیماندر ملطی
آناکسیماندر ملطی (۵۴۷–۶۱۰ ق. م) فیلسوف دیگریست که در شهر ملطیه زندگی می‌کرده و اعتقاد داشته که جهان ما تنها یکی از جهان‌های بی‌شمار است و این جهان‌های بی‌شمار از مادّه‌ای جاویدان پدید آمده‌اند و به آن بازمی‌گردند. مشکل است بتوان دقیقاً منظور او را از مادّه جاویدان درک کرد؛ امّا وی برخلاف تالس به مادّه‌ای مشخّص اشاره ندارد.
شاید منظور او این باشد که آنچه به وجود آمده، باید متفاوت با به وجود آورنده‌اش باشد و چون هر چه به وجود بیاید، فانی است، پس باید به وجود آورنده‌اش جاویدان باشد تا همه چیز بتواند از آن پدید آید و به آن بازگردد. بدین‌ترتیب روشن است که ممکن نیست این مادّهٔ اوّلیّه همین آب معمولی بوده باشد. بله، اوّلین سؤال مهم فلسفه این است که این عالم از چه به وجود آمده است؟ از چه ساخته شده است؟ آناکسیماندر برای نخستین بار در ایونیا و یونان اندیشه‌های فلسفی خود را در کتابی به نام «دربارهٔ طبیعت» به نثر نوشته است. اختراع ساعت آفتابی یا شاخص را به او نسبت می‌دهند؛ هر چند گفته شده که در میان بابلیان رواج داشته و آناکسیماندروس از آن‌ها گرفته است. برای اوّلین بار نقشه‌ای جغرافیایی ترسیم کرده و دربارهٔ زمین معتقد بود که «زمین ستونی استوانه‌ای شکل است که هوا آن را احاطه کرده و به‌طور عمودی در مرکز گیتی بدون تکیه‌گاهی که بر آن مستقر شود، شناور است، با این حال نمی‌افتد؛ زیرا به علّت واقع شدن در مرکز، خط سیر مرجحی ندارد که به طرف آن متمایل گردد.»
لذا برخلاف آنچه که بر اساس اسطوره معتقد بودند، زمین نه بر پایه‌ای استوار قرار دارد و نه چون درختی است سر به هوا برافراشته با ریشه‌های نامرئی در ژرفای بی پایان، بلکه در فضا معلّق است.
و گنبد مرئی آسمان نیمی از گوی کاملی است که زمین در مرکز آن قرار دارد و خورشید پس از آنکه گردش روزانهٔ خود را در بالای زمین به انجام رساند، شب در زیر زمین به گردش ادامه می‌دهد و صبحدم دوباره به نقطه‌ای می‌رسد که حرکت را از آن آغاز کرده است؛ بنابراین، کیهان نیمکره نیست، بلکه کره‌ای کامل است و زمین در مرکز آن قرار دارد و آن طوری‌که در نظام‌های کهن گفته شده است خورشید لبهٔ جهان را دور می‌زند. خورشید فقط حفره‌ای است که در حاشیهٔ چرخی عظیم‌الجثه قرار دارد. این حاشیه مملو از آتش است و همچنان‌که این حاشیه به دور زمین می‌چرخد، حفره‌ای هم که در آن وجود دارد، به همین طریق می‌چرخد. حال اگر این حفره‌ها بسته شوند یا جلوی این حفره‌ها به وسیلهٔ چیزی گرفته شود، خسوف یا کسوف روی می‌دهد. پس با این تصویری که آناکسیمندر ارائه می‌دهد زمین در مرکز قرار دارد و خورشید و دیگر سیارات به دور او می‌چرخند.
چگونه جهان این‌گونه شکل یافته است؟ آنچه که در آناکسیماندر جالب توجّه است اینکه او این چگونگی تشکیل جهان را بیان می‌کند. «وقتی اشیاء از هم جدا شدند، جهانی که ما آن را می‌شناسیم به وسیلهٔ یک حرکت چرخنده گردبادی شکل گرفته است، به این معنی که عناصر سنگین تر، خاک و آب، در مرکز گردباد باقی ماندند. آتش به سوی محیط رانده شد و هوا در وسط باقی می‌ماند. زمین همچون یک قرص نیست بلکه استوانه کوتاهی است.»
او معتقد بود که «قبل از این دنیای ما، تعدادی نامتناهی از دنیاهای دیگر موجود بوده که دوباره منحل شده و به صورت تودهٔ بی‌نظمی درآمده‌اند.» ظاهراً این اندیشه ریشه در تفکّر هسیود دارد. هسیود می‌گفت: «در آغاز تمامی عالم هستی بی‌نظم و درهم (کائوس) بود.»
دربارهٔ منشأ حیات آناکسیماندر معتقد بود که حیات از دریا ناشی شده و جانداران از رطوبت پدید آمده‌اند و انسان در آغاز ماهی بوده است. امّا چرا انسان از حیوانات دیگر به وجود آمده است. به نظر او چون نوزاد انسان در کودکی نمی‌تواند از خود نگهداری کند و بیش از هر حیوان دیگری به مواظبت احتیاج دارد و «ممکن نیست در تنهایی – لااقل از طریق طبیعی – به زندگی ادامه دهد، او را مانع شده است از اینکه به پیروی از اسطوره آدمی را برآمده از زمین بپندارد.»
اما چرا نمی‌توان مادّةالمواد جهان را آب یا هر عنصر دیگری دانست و چرا آناکسیماندروس نظر استاد خود تالس را نپذیرفت. آناکسیماندر مراد تالس از آب را همین آب متعارف و «اصل همه اشیاء» را، «مایه همه چیزها» گرفته است. از نظر آناکسیماندروس آب نمی‌توانست مادّة المواد باشد؛ چون خودش برای پیدایش احتیاج به گرما دارد؛ یعنی اگر جسم جامدی بخواهد ذوب شود یا مایعی به بخار تبدیل شود، باید حرارت ببیند. پس آن دو عنصر «سرد» و «گرم» باید از مادّةالمواد دیگری از طریق جدایش به وجود آمده باشند. از نظر او چون ضدها آشتی‌ناپذیر هستند اگر یکی اصل قرار گیرد لاجرم بر عناصر دیگر چیره خواهد شد؛ یعنی همهٔ جهان می‌بایست به آب تبدیل می‌شد. همهٔ مواد و صورت‌های مادّی که از یکدیگر پدید می‌آیند، «به نظر آناکسیماندر به یک معنی ارزش مساوی دارند و هیچ‌یک بر دیگری مرجح نیست و از این رو لااقل هیچ‌یک را نمی‌توان مبدأ و مولّد دیگران دانست.» این عنصر مقدم بر اضداد است، اضداد از آن به وجود می‌آیند و به آن منحل می‌شوند. «این خمیرمایه خود خصوصیات اشیاء عادی را ندارد. (تخته سنگ‌ها، رودخانه‌ها و از این قبیل) یا حتّی خصوصیات مقومات آن‌ها را (خاک، آب، و از این قبیل)، بلکه اساس همهٔ این‌ها در آن قرار دارد.»
پس آن عنصر نخستین یا اصل نخستین چیست؟ از نظر او مادّةالمواد چیزی است که دو خاصیت دارد ۱- عدم تعین ۲- عدم تناهی. سیمپلیکوس به نقل از تئوفراستوس می‌نویسد: «اصل نخستین و عنصر همهٔ هستنده‌ها مادّه نامحدود آپایرون بوده است… این نه آب است و نه هیچ‌یک از به اصطلاح عناصر دیگر، بلکه طبیعت نامحدود دیگری است که از آن، همهٔ آسمان‌ها و همهٔ جهان‌هایی که در آن‌اند، پدید می‌آیند، آنچه که چیزها از آن پدید می‌آیند، همان است که بار دیگر در آن، بنا بر ضرورت، از میان می‌روند، زیرا به یکدیگر، به سبب بیدادگری خود، مطابق با فرمان زمان، تاوان و جریمه می‌دهند؛ آنگونه که خود وی به این زبان شاعرانه بیان می‌کند.»
آپایرون در زبان یونانی یعنی لایتناهی، بی‌نهایت، نامحدود و بی حدومرز. منظور از نامتناهی هم می‌تواند از لحاظ کمی و مکانی باشد و هم از لحاظ ماهیت، شکل و تعیّن نداشته باشد. او نامتناهی را برتر از متناهی می‌دانست. «آناکسیماندروس و ملیسوس… برای اینکه نامتناهی را برتر از متناهی می‌انگاشتند، به شدّت مورد نقد و انتقاد ارسطو قرار گرفته‌اند.» برای اینکه تا قبل از فلسفهٔ نو افلاطونی و مسیحیت و به خصوص فیلسوفان باستان، نامتناهی را پست‌تر از متناهی می‌دانستند و خداوند بیشتر متناهی تصوّر می‌شد تا نامتناهی. آیا نامتناهی موجودی خدایی بوده است؟ پیداست که «آپیرون» (نامتناهی) نیرویی فعّال است، تنها خدا می‌تواند «همه چیز را رهبری کند» و خبری هم هست حاکی از اینکه خود آناکسیماندروس «نامتناهی» را که به‌طور لاینقطع جهان‌هایی تازه می‌زاید و دوباره به خود می‌گیرد، موجودی خدایی نامیده است.

## آناکسیمن ملطی
آناکسیمن ملطی سومین فیلسوف مقیم شهر ملطیه (۵۷۰–۵۲۶ ق. م) است. آناکسیمن نیز عنصر اوّلیّهٔ پیدایش جهان را همانند آناکسیماندر امری یگانه و نامحدود می‌داند، ولی برخلاف او معتقد بود که آن یک امر مشخّص و متعین است نه نامشخّص و نامتعین. وی «هوا» را به عنوان عنصر اوّلیّهٔ پیدایش جهان مطرح می‌کند. مسلماً آناکسیمن نظر تالس را دربارهٔ آب می‌دانست؛ امّا آب چگونه پدید آمده بود؟ آناکسیمنس آب را شکل غلیظ شدهٔ هوا می‌دانست. البتّه ما هم امروز می‌بینیم که وقتی باران می‌بارد، آب از هوا فرو می‌ریزد. این فیلسوف معتقد بود که اگر آب غلیظ‌تر شود، به خاک تبدیل خواهد شد. شاید توجّه او در این مورد به خاکی جلب شده که پس از آب شدن یخ‌ها بر روی زمین نمایان می‌شد. از سوی دیگر او معتقد بود که با رقیق شدن هوا، آتش به وجود آمده است. به این ترتیب، بنا به اعتقاد آناکسیمنس خاک، آب و آتش از هوا به وجود آمده بودند.
در مرحله‌ای که تفکّر فلسفی در یونان باستان در حال انعقاد بود، تمام مرجعیت‌های سنتی در مقابل تفکّر منطقی متزلزل شده و اعتبار خود را از دست می‌دادند. شعار این جریان این بود که: هیچ مطلبی درست نیست مگر آنچه «من» بتوانم با دلایل قاطع برای خودم توجیه کنم و تفکّر «من» بتواند درباره‌اش به خویشتن حساب پس دهد. این روحیه در تمام نوشته‌های ایونیایی از مردم‌شناسی و جغرافیا و تاریخ گرفته تا کتاب‌های طبی حکمفرماست. در تمام این کتاب‌ها انتقاد از طریق «ضمیر اوّل شخص مفرد» یعنی از طریق «من» انجام می‌گیرد! مثلاً هکاتئوس نخستین مُبدع جغرافیا و مردم‌شناسی کتاب خود را با با عنوان «علم انساب» چنین آغاز می‌کند: «هکاتئوس اهل ملطیه چنین می‌گوید: هر مطلبی را آنگونه که به نظرم موافق حقیقت می‌نمود، نوشته‌ام؛ زیرا سخنان یونانیان گوناگون است و به نظر من مُضحک.»
پس در ابتدای پیدایش فلسفه در یونان باستان مخصوصاً در مکتب ملطیه، تفکّر فلسفی راهی بوده برای ظهور «من». البتّه به شرط اینکه همچنان‌که اشاره رفت، این «من» بتواند با دلایل قاطع ادّعاهای خود را توجیه کند و دربارهٔ آن‌ها حساب پس دهد. مضافاً اینکه این توجیهات و دفاعیات، نه بر مرجعی بیرون از «من»، بلکه باید بر منابع خود «من» استوار باشد و حتّی اگر قرار باشد بر مرجعی بیرونی و خارج از «من» متکی باشد، باید اعتبار و ارزش آن مرجع‌ها قبلاً از طریق خود «من» تأیید شده باشد! به نظر می‌آید حتّی امروزه نیز چنین باشد؛ یعنی «من» هر انسان و همچنین «من» های یک جامعه برای اینکه بتواند امکان بُروز بیابد و به فعلیت برسد، چاره‌ای جز این ندارد که متوسّل به فلسفه شود. چرا که در روش تفکّر دینی، «نقل» بر «عقل» حاکم می‌شود و «من» ها امکان قد علم کردن در مقابل بنیان‌گذاران دینی را نمی‌یابند. «عقل» در مقابل احکام و اعتقادات و ارزش‌های دینی در حد یک «ابزار توجیه‌گر» تنزل پیدا می‌کند و امکان بیان آزادانه نمی‌یابد.
نکتهٔ قابل توجّه دیگر در فلسفهٔ آناکسیمن، همانندیی است که میان «هوا» و مفهوم «خدا» وجود دارد. آناکسیمن می‌گوید: «هوا»، خداست. وی علّت همهٔ موجودات را به هوای نامحدود نسبت داده است. او نه وجود خدایان را نفی کرده و نه دربارهٔ آن‌ها خاموش مانده است؛ با وجود این معتقد نبود که هوا ساختهٔ خدایان است، بلکه خود خدایان نیز از هوا به وجود آمده‌اند. خدایان مطرح در یونان باستان دارای یک خدا به عنوان فرمانروا بودند که در اصطلاح دینی آن را «زئوس» می‌نامیدند. در نزد آناکسمین این خدای فرمانروا «هوا» یا همان «آئرا» است. از نظر آناکسیمن زمین مسطح است و در اثر انقباض هوا به وجود آمده و خود زمین سوار بر هواست و تکیه بر هوا دارد و هوا را یک امر متعین و دارای هویت می‌داند. شاید آناکسیمنس در مورد اینکه هوا نگهدارندهٔ آسمان و زمین است، تحت تأثیر وضعیت تنفسی انسان بوده است؛ یعنی همان‌طوری‌که نفس (دم یا بازدم) بدن را به‌طور مسلطانه احاطه کرده و عامل حفظ و نگهداری آن است، هوا نیز جهان را مسلطانه احاطه کرده و عامل حفظ و نگهداری آن است. پس به عقیدهٔ ایشان چیزی به‌جز هوا نمی‌تواند عامل حیات و پیدایش موجودات باشد.